# Johnny Woodly

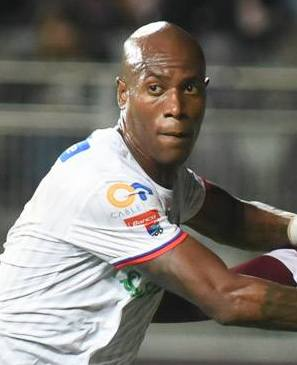
Foto do jogador costariquenho Johnny Mauricio Woodly Lambert.

Johnny Mauricio Woodly Lambert (San José, 27 de julho de 1980) é um futebolista Costarriquenho que atua como atacante. Atualmente defende o Alajuelense.